# Андресен, Гэвин
Гевин Андресен (англ. Gavin Andresen, имя при рождении Гевин Белл, англ. Gavin Bell) — главный научный сотрудник Bitcoin Foundation. Он имеет доступ к алерт-ключу, который позволяет ему рассылать широковещательные сообщения о критических проблемах сети всем клиентам.
После окончания Принстонского университета в 1988 году, Андресен начал свою карьеру работая над программами по созданию 3d-графики в Silicon Graphics Computer Systems. В 1996 году работает над спецификацией VRML 2.0, по которой впоследствии публикует справочное руководство.
Покинув Кремниевую долину в 1996 году, Андресен решает множество программных задач, став техническим директором стартапа, занимающегося ранним вариантом голосовой связи через интернет, а также сооснователем компании, разрабатывающей многопользовательские онлайн игры между слепыми и зрячими людьми.
Начиная с середины 2010 года, Андресен является ведущим разработчиком части проекта криптовалюты «Биткойн», работая над созданием безопасной, стабильной «наличности» в Интернет. В апреле 2011 года Форбс цитировал Андресена, написав «Биткойн разработан для того, чтобы привести нас обратно к децентрализованному обмену между людьми» и «это лучшее золото, чем золото».
Андресен также создал посреднический сервис ClearCoin, который выполнял роль гаранта при сделках в биткойнах. Сервис был временно закрыт 23 июня 2011 года и недоступен до сих пор.[каких?] Закрытие Андресен объяснил большой занятостью по работе с ядром биткойна:
«ClearCoin закрыт для новых транзакций, так что я (Гевин) могу сконцентрироваться над ядром биткойна», «Я надеюсь ClearCoin вернется в какой-то момент времени, но я не могу запустить его до тех пор, пока не будет выполнена уйма закулисной работы по созданию надежного масштабируемого сервиса».